# Elezioni comunali nel Lazio del 1994
Le elezioni comunali nel Lazio del 1994 si tennero il 12 giugno (con ballottaggio il 26 giugno) e il 20 novembre (con ballottaggio il 4 dicembre).  

## Riepilogo dei risultati

### Voti alle coalizioni
Nella tabella riepilogativa che segue sono riportati i risultati ottenuti dai candidati sindaco delle coalizioni dei 10 comuni con più di 15.000 abitanti che hanno concorso al primo turno delle elezioni amministrative.
| Liste/Coalizioni | Liste/Coalizioni                            | Voti    | %      |
| ---------------- | ------------------------------------------- | ------- | ------ |
|                  | Centro-destra                               | 75.542  | 34,50% |
|                  | Alleanza dei Progressisti                   | 68.540  | 31,32% |
|                  | Patto per l'Italia                          | 30.468  | 13,92% |
|                  | Rifondazione Comunista e altri di Sinistra  | 12.644  | 5,77%  |
|                  | Altri di Centro                             | 6.094   | 2,78%  |
|                  | Alleanza Nazionale e altri di Centro-destra | 5.438   | 2,48%  |
|                  | Altri                                       | 20.050  | 9,16%  |
| Totale           | Totale                                      | 218.796 |        |

La tabella che segue, invece, illustra i voti raccolti dalle coalizioni nel ballottaggio.
| Liste/Coalizioni | Liste/Coalizioni          | Voti    | %      |
| ---------------- | ------------------------- | ------- | ------ |
|                  | Centro-destra             | 76.933  | 45,17% |
|                  | Alleanza dei Progressisti | 69.032  | 40,53% |
|                  | Patto per l'Italia        | 16.328  | 9,58%  |
|                  | Altri                     | 7.842   | 4,60%  |
| Totale           | Totale                    | 170.315 |        |

### Riepilogo sindaci uscenti ed eletti
La tabella riepiloga l'amministrazione uscente e quella eletta nei 10 comuni con più di 15.000 abitanti della Lazio al voto.
| Comune         | Sindaco uscente | Sindaco uscente           | Sindaco eletto | Sindaco eletto                  |
| -------------- | --------------- | ------------------------- | -------------- | ------------------------------- |
| Alatri         |                 | Giovanni Astrei (DC)      |                | Patrizio Cittadini (IND)        |
| Ceccano        |                 | Giovanni Cerqui (DC)      |                | Maurizio Cerroni (PDS)          |
| Fondi          |                 | Arcangelo Rotunno (PDS)   |                | Onoratino Orticello (AN)        |
| Gaeta          |                 | Salvatore Di Maggio (PSI) |                | Silvio D'Amante (IND)           |
| Sezze          |                 | Fausto De Angelis (PDS)   |                | Giancarlo Siderra (PDS)         |
| Rieti          |                 | Paolo Bigliocchi (PSI)    |                | Antonio Cicchetti (AN)          |
| Albano Laziale |                 | Leonardo Buono (PDS)      |                | Vincenzo Rovere (IND)           |
| Ciampino       |                 | Paolo Pierantonio (DC)    |                | Antonio Rugghia (PDS)           |
| Civitavecchia  |                 | Pietro De Angelis (PDS)   |                | Pietro Tidei (PDS)              |
| Fiumicino      |                 | Romeo Esuperanzi (IND)    |                | Giancarlo Franco Bozzetto (PDS) |

### Voti alle liste
La tabella riepilogativa riassume i voti alle principali liste nazionali nei 10 comuni laziali con più di 15.000 abitanti.
| Lista  | Lista                              | Voti    | %     |
| ------ | ---------------------------------- | ------- | ----- |
|        | Partito Democratico della Sinistra | 35.621  | 17,68 |
|        | Alleanza Nazionale                 | 27.170  | 13,48 |
|        | Forza Italia                       | 22.878  | 11,35 |
|        | Partito Popolare Italiano          | 17.112  | 8,49  |
|        | Centro Cristiano Democratico       | 15.118  | 7,50  |
|        | Rifondazione Comunista             | 11.599  | 5,76  |
| Totale | Totale                             | 201.505 |       |

| Provincia | Comune         | Liste | Liste  | Liste  | Liste  | Liste  | Liste  | Liste |
| Provincia | Comune         | PRC   | PDS    | PPI    | CCD    | FI     | AN     |       |
| --------- | -------------- | ----- | ------ | ------ | ------ | ------ | ------ | ----- |
| Provincia | Comune         |       |        |        |        |        |        |       |
| Frosinone | Alatri         | 2,11% | 7,98%  | 12,43% | 8,04%  | 19,75% | 12,95% |       |
| Frosinone | Ceccano        | 5,79% | 18,46% | 8,14%  | N.D.   | 16,02% | 16,27% |       |
| Latina    | Fondi          | 4,14% | 7,51%  | 10,41% | 12,21% | 10,39% | 17,03% |       |
| Latina    | Gaeta          | N.D.  | N.D.   | 8,68%  | N.D.   | 11,74% | 7,93%  |       |
| Latina    | Sezze          | 9,35% | 33,32% | 7,85%  | 10,13% | 10,22% | 9,35%  |       |
| Rieti     | Rieti          | 4,82% | 15,89% | 10,41% | 9,12%  | 12,80% | 25,67% |       |
| Roma      | Albano Laziale | 6,17% | 16,76% | 13,42% | 4,08%  | 14,19% | 7,83%  |       |
| Roma      | Ciampino       | 4,28% | 19,86% | 4,70%  | N.D.   | N.D.   | N.D.   |       |
| Roma      | Civitavecchia  | 8,25% | 25,62% | 4,65%  | 6,09%  | 8,44%  | 13,91% |       |
| Roma      | Fiumicino      | 9,37% | 23,69% | 6,86%  | 20,18% | 14,09% | 17,36% |       |

## Elezioni del giugno 1994

### Roma

#### Albano Laziale
| Candidati e Liste                  | Voti   | %      | Seggi |
| ---------------------------------- | ------ | ------ | ----- |
| Vincenzo Rovere                    | 8.393  | 38,50  | -     |
| Partito Popolare Italiano          | 2.646  | 13,42  | 6     |
| Alleanza Riformista                | 2.516  | 12,76  | 6     |
| Partito Repubblicano Italiano      | 1.693  | 8,59   | 4     |
| Impegno Cittadino                  | 764    | 3,87   | 2     |
| Massimo Engst                      | 6.105  | 28,00  | 1     |
| Partito Democratico della Sinistra | 3.306  | 16,76  | 3     |
| Rifondazione Comunista             | 1.217  | 6,17   | 1     |
| Progressisti                       | 871    | 4,42   | 1     |
| Giovanbattista Coviello            | 5.556  | 25,49  | 1     |
| Forza Italia                       | 2.799  | 14,19  | 3     |
| Alleanza Nazionale                 | 1.544  | 7,83   | 1     |
| Centro Cristiano Democratico       | 805    | 4,08   |       |
| Maurizio Sementilli                | 996    | 4,57   | 1     |
| Progresso Rinnovamento             | 1.271  | 4,82   |       |
| Mauro Toppi                        | 677    | 3,11   | -     |
| Federazione dei Verdi              | 548    | 2,78   |       |
| Paolo Colonnelli                   | 73     | 0,33   | -     |
| Partito della Legge Naturale       | 65     | 0,33   |       |
| Voti alle liste                    | 19.720 | 100,00 | 27    |
| Voti ai candidati sindaco          | 21.800 | 100,00 | 30    |

#### Ciampino
| Candidati e Liste                                                                                | Voti   | %      | Seggi |
| ------------------------------------------------------------------------------------------------ | ------ | ------ | ----- |
| Antonio Rugghia                                                                                  | 9.123  | 38,92  | -     |
| Partito Democratico della Sinistra                                                               | 4.243  | 19,86  | 10    |
| Progressisti per Ciampino-Alleanza Democratica-Federazione dei Verdi-Partito Socialista Italiano | 2,664  | 12,47  | 6     |
| Rifondazione Comunista-Insieme per una Città dei Diritti                                         | 914    | 4,28   | 2     |
| Antonino Selmi                                                                                   | 9.982  | 42,58  | 1     |
| Forza Italia-Alleanza Nazionale                                                                  | 7.021  | 32,86  | 7     |
| Popolari per Ciampino                                                                            | 1.137  | 5,32   | 1     |
| Alleanza Riformista                                                                              | 899    | 4,21   |       |
| Roberto Ricci                                                                                    | 1.408  | 6,01   | 1     |
| Il Campanile                                                                                     | 1.403  | 6,57   |       |
| Vincenzo Paglia                                                                                  | 1.125  | 4,80   | 1     |
| Forza Ciampino                                                                                   | 1.150  | 5,38   |       |
| Roberta Romani                                                                                   | 976    | 4,16   | 1     |
| Partito Popolare Italiano                                                                        | 1.005  | 4,70   |       |
| Ezio Di Matteo                                                                                   | 600    | 2,56   | -     |
| Partito Socialista Democratico Italiano-Alleanza per Ciampino                                    | 729    | 3,41   |       |
| Gregorio Pryszlak                                                                                | 229    | 0,98   | -     |
| Eurodemocrazia Popolare dei Lavoratori                                                           | 199    | 0,92   |       |
| Voti alle liste                                                                                  | 21.364 | 100,00 | 26    |
| Voti ai candidati sindaco                                                                        | 23.443 | 100,00 | 30    |

### Frosinone

#### Alatri
| Candidati e Liste                  | Voti   | %      | Seggi |
| ---------------------------------- | ------ | ------ | ----- |
| Patrizio Cittadini                 | 3.677  | 21,71  | -     |
| Programma Alatri                   | 3.137  | 20,02  | 12    |
| Antonello Iannarilli               | 3.383  | 19,97  | 1     |
| Forza Italia                       | 3.088  | 19,75  | 1     |
| Fabrizio Sbaraglia                 | 2.808  | 16,58  | 1     |
| Alleanza Nazionale                 | 2.025  | 12,95  | 1     |
| Insieme per Alatri                 | 670    | 4,29   |       |
| Italo Cianfrocca                   | 2.548  | 15,04  | 1     |
| Centro Cristiano Democratico       | 1.257  | 8,04   | 1     |
| Lista Adelchi                      | 1.126  | 7,20   |       |
| Roberto Sevi                       | 2.282  | 13,47  | 1     |
| Partito Democratico della Sinistra | 1.247  | 7,98   |       |
| Lista Mista di Centro              | 776    | 4,96   |       |
| Pierino Malandrucco                | 1.846  | 10,90  | 1     |
| Partito Popolare Italiano          | 1.943  | 12,43  |       |
| Giorgio Frezza                     | 349    | 2,06   | -     |
| Rifondazione Comunista             | 330    | 2,11   |       |
| Luciano Pacitto                    | 47     | 0,28   | -     |
| L'Arca                             | 35     | 0,22   |       |
| Voti alle liste                    | 15.634 | 100,00 | 15    |
| Voti ai candidati sindaco          | 16.940 | 100,00 | 20    |

#### Ceccano
| Candidati e Liste                  | Voti   | %      | Seggi |
| ---------------------------------- | ------ | ------ | ----- |
| Maurizio Cerroni                   | 6.438  | 43,58  | -     |
| Partito Democratico della Sinistra | 2.597  | 18,46  | 5     |
| Progresso e Libertà                | 1.468  | 10,44  | 3     |
| Insieme per Ceccano                | 968    | 6,88   | 1     |
| Rifondazione Comunista             | 815    | 5,79   | 1     |
| Partito Socialista Italiano        | 672    | 4,78   | 1     |
| Stefano Gizzi                      | 2.630  | 17,80  | 1     |
| Alleanza Nazionale                 | 2.289  | 16,27  | 3     |
| Vincenzo Taccheri                  | 2.311  | 15,64  | 1     |
| Forza Italia                       | 2.253  | 16,02  | 2     |
| Francesco Carrano                  | 1.213  | 8,21   | 1     |
| Partito Popolare Italiano          | 1.145  | 8,14   |       |
| Giancarlo Savoni                   | 934    | 6,32   | 1     |
| Alleanza per Ceccano               | 853    | 6,06   |       |
| Anna Elisa De Santis Pizzuti       | 647    | 4,38   | -     |
| Federazione dei Verdi              | 413    | 2,94   |       |
| Alessandro Franco Battista         | 599    | 4,09   | -     |
| Centro Democratico                 | 592    | 4,21   |       |
| Voti alle liste                    | 14.065 | 100,00 | 15    |
| Voti ai candidati sindaco          | 14.772 | 100,00 | 20    |

1. ↑  Apparentamento al secondo turno con il candidato Stefano Gizzi.
2. ↑  Apparentamento al secondo turno con il candidato Maurizio Cerroni.

### Latina

#### Gaeta
| Candidati e Liste                     | Voti   | %      | Seggi |
| ------------------------------------- | ------ | ------ | ----- |
| Silvio D'Amante                       | 3.588  | 24,40  | -     |
| Insieme                               | 3.225  | 22,99  | 9     |
| Vincenzo Matarese                     | 4.173  | 28,38  | 1     |
| Forza Italia                          | 1.647  | 11,70  | 1     |
| Alleanza Nazionale                    | 1.112  | 7,93   | 1     |
| Città nostra                          | 1.056  | 7,53   |       |
| Movimento Cristiano Democratico Gaeta | 547    | 3,90   |       |
| Domenico Landi                        | 3.097  | 21,06  | 1     |
| Lista Civica                          | 1.421  | 10,13  | 1     |
| Partito Popolare Italiano             | 1.218  | 8,68   |       |
| Lista Civica                          | 360    | 2,57   |       |
| Salvatore Pietro Cicconardi           | 2.443  | 16,61  | 1     |
| Gaeta Unita                           | 2.090  | 14,90  | 1     |
| Salvatore Riciniello                  | 1.028  | 6,99   | 1     |
| Forza Gaeta                           | 1.058  | 7,54   | 2     |
| Giannino Vellucci                     | 375    | 2,55   | -     |
| W L'italia Gaeta                      | 301    | 2,15   |       |
| Voti alle liste                       | 14.030 | 100,00 | 16    |
| Voti ai candidati sindaco             | 14.704 | 100,00 | 20    |

### Rieti

#### Rieti
| Candidati e Liste                                         | Voti   | %      | Seggi |
| --------------------------------------------------------- | ------ | ------ | ----- |
| Antonio Cicchetti                                         | 14.304 | 48,12  | -     |
| Alleanza Nazionale                                        | 6.768  | 25,67  | 13    |
| Forza Italia                                              | 3.376  | 12,80  | 6     |
| Centro Cristiano Democratico                              | 2.140  | 8,12   | 4     |
| Lega Nord                                                 | 526    | 2,00   | 1     |
| Roberto Lorenzetti                                        | 7.335  | 24,68  | 1     |
| Partito Democratico della Sinistra                        | 4.189  | 15,89  | 5     |
| Partito Socialista Italiano-Partito Repubblicano Italiano | 1.977  | 7,50   | 2     |
| Rieti Democratica                                         | 1.025  | 3,89   | 1     |
| Paolo Bigliocchi                                          | 6.828  | 22,97  | 1     |
| Partito Popolare Italiano                                 | 2.758  | 10,46  | 3     |
| Alleanza per Rieti                                        | 2.335  | 8,86   | 2     |
| Anita Lamb                                                | 1.258  | 4,23   | 1     |
| Rifondazione Comunista                                    | 1.271  | 4,82   |       |
| Voti alle liste                                           | 26.365 | 100,00 | 37    |
| Voti ai candidati sindaco                                 | 29.725 | 100,00 | 40    |

## Elezioni del novembre 1994

### Roma

#### Civitavecchia
| Candidati e Liste                  | Voti   | %      | Seggi |
| ---------------------------------- | ------ | ------ | ----- |
| Pietro Tidei                       | 12.270 | 36,96  | -     |
| Partito Democratico della Sinistra | 7.734  | 25,62  | 12    |
| Democratici per Civitavecchia      | 1.455  | 4,82   | 2     |
| Partito Popolare Italiano          | 1.404  | 4,65   | 2     |
| Lista Civica                       | 1.020  | 3,38   | 1     |
| Lista Civica                       | 916    | 3,03   | 1     |
| Renato Caruso                      | 9.475  | 28,54  | 1     |
| Alleanza Nazionale                 | 4.199  | 13,91  | 3     |
| Forza Italia                       | 2.548  | 8,44   | 2     |
| Centro Cristiano Democratico       | 1.839  | 6,09   | 1     |
| Giancarlo Pasquali                 | 8.850  | 26,66  | 1     |
| Rifondazione Comunista             | 2.490  | 8,25   | 2     |
| Lista Civica                       | 2.136  | 7,08   | 1     |
| Federazione dei Verdi              | 1.333  | 4,42   | 1     |
| Lista Civica                       | 690    | 2,29   |       |
| Pietro Rinaldi                     | 1.400  | 4,22   | -     |
| Citta Nuova                        | 1.013  | 3,36   |       |
| Ernesto Tedesco                    | 633    | 1,91   | -     |
| Gente Nuova                        | 749    | 2,48   |       |
| Sandro De Paolis                   | 569    | 1,71   | -     |
| Vincere Insieme Lista Cittadina    | 664    | 2,20   |       |
| Voti alle liste                    | 30.190 | 100,00 | 28    |
| Voti ai candidati sindaco          | 33.197 | 100,00 | 30    |

#### Fiumicino
| Candidati e Liste                  | Voti   | %      | Seggi |
| ---------------------------------- | ------ | ------ | ----- |
| Giancarlo Franco Bozzetto          | 12.246 | 42,29  | -     |
| Partito Democratico della Sinistra | 6.036  | 23,69  | 9     |
| Rifondazione Comunista             | 2.388  | 9,37   | 3     |
| Federazione dei Verdi              | 688    | 2,70   | 1     |
| Area Democratica                   | 500    | 1,96   |       |
| Massimo Carsini                    | 14.013 | 48,39  | 1     |
| Centro Cristiano Democratico       | 5.141  | 20,18  | 6     |
| Alleanza Nazionale                 | 4.423  | 17,36  | 5     |
| Forza Italia                       | 3.591  | 14,09  | 4     |
| Mario Russo                        | 1.724  | 5,95   | 1     |
| Partito Popolare Italiano          | 1.749  | 6,86   | 1     |
| Alfredo Diorio                     | 625    | 2,16   | -     |
| Patto Segni                        | 518    | 2,03   |       |
| Ciro Imperioso                     | 348    | 1,20   | -     |
| Crescita e Garanzie per Fiumicino  | 445    | 1,75   |       |
| Voti alle liste                    | 25.479 | 100,00 | 28    |
| Voti ai candidati sindaco          | 28.956 | 100,00 | 30    |

### Latina

#### Fondi
| Candidati e Liste                  | Voti   | %      | Seggi |
| ---------------------------------- | ------ | ------ | ----- |
| Onoratino Orticello                | 9.245  | 43,53  | -     |
| Alleanza Nazionale                 | 3.482  | 17,03  | 7     |
| Centro Cristiano Democratico       | 2.497  | 12,21  | 5     |
| Forza Italia                       | 2.124  | 10,39  | 4     |
| Litorale Fondano                   | 1.088  | 5,32   | 2     |
| Giuseppe Addessi                   | 5.647  | 26,59  | 1     |
| Lista Civica                       | 2.396  | 11,72  | 3     |
| Partito Popolare Italiano          | 2.129  | 10,41  | 2     |
| Lista Civica                       | 866    | 4,23   | 1     |
| Onorato Biasillo                   | 1.577  | 7,43   | 1     |
| Partito Democratico della Sinistra | 1.535  | 7,51   |       |
| Virginio Palazzo                   | 1.356  | 6,39   | 1     |
| Città Nuova                        | 1.193  | 5,83   |       |
| Onorato Mazzarrino                 | 1.275  | 6,00   | 1     |
| Forza Fondi                        | 1.099  | 5,37   |       |
| Francesco Russinello               | 883    | 4,16   | 1     |
| Rifondazione Comunista             | 846    | 4,14   |       |
| Egidio Marrocco                    | 863    | 4,06   | 1     |
| Unione Fondana                     | 1.088  | 5,32   |       |
| Aldo Lauretti                      | 390    | 1,84   | -     |
| Rinascita per Fondi                | 368    | 1,80   |       |
| Voti alle liste                    | 20.449 | 100,00 | 24    |
| Voti ai candidati sindaco          | 21.236 | 100,00 | 30    |

#### Sezze
| Candidati e Liste                  | Voti   | %      | Seggi |
| ---------------------------------- | ------ | ------ | ----- |
| Giancarlo Sidderra                 | 7.576  | 51,60  | -     |
| Partito Democratico della Sinistra | 4.734  | 33,32  | 8     |
| Rifondazione Comunista             | 1.328  | 11,70  | 3     |
| Movimento Riformista               | 1.021  | 7,19   | 1     |
| Fausto Filigenzi                   | 3.100  | 21,11  | 1     |
| Forza Italia                       | 1.452  | 10,22  | 2     |
| Alleanza Nazionale                 | 1.328  | 9,35   | 1     |
| Lega Nord                          | 251    | 1,77   |       |
| Pietro De Angelis                  | 2.321  | 15,81  | 1     |
| Centro Cristiano Democratico       | 1.439  | 10,13  | 2     |
| Alleanza per Sezze                 | 622    | 4,38   |       |
| Roberto Proia                      | 1.044  | 7,11   | 1     |
| Partito Popolare Italiano          | 1.115  | 7,85   |       |
| Ernesto Carlo Di Pastina           | 642    | 4,37   | -     |
| Popolari Liberali                  | 584    | 4,11   |       |
| Voti alle liste                    | 14.209 | 100,00 | 17    |
| Voti ai candidati sindaco          | 14.683 | 100,00 | 20    |